# Acantholimon karelinii
Acantholimon karelinii är en triftväxtart som först beskrevs av Stschegl., och fick sitt nu gällande namn av Aleksandr Andrejevitj Bunge. Acantholimon karelinii ingår i släktet Acantholimon och familjen triftväxter. Inga underarter finns listade i Catalogue of Life.